# Sesklo
Sesklo (řecky Σέσκλο) je vesnice nedaleko města Volos v Thesálii v Řecku. V 19. století zde bylo nalezeno nejstarší řecké neolitické sídliště.

## Neolitická kultura

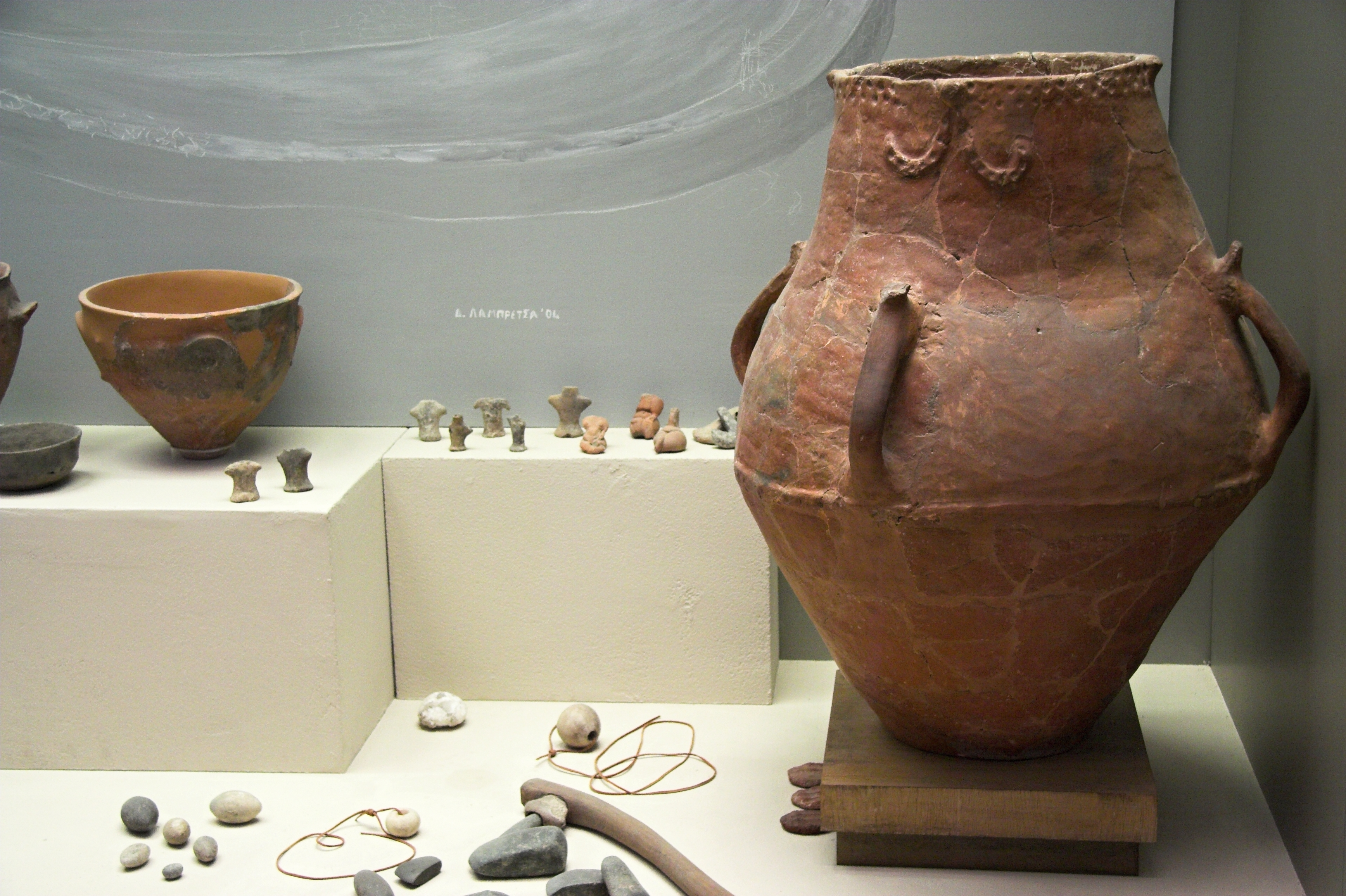
Sesklo, neolit, kolem -5300. Národní archeologické muzeum v Athénách.

Stejnojmenná archeologická kultura Sesklo se vyvinula v období středního neolitu mezi lety 5300 – 4400 př. n. l. Města této kultury se rozkládala na ploše asi 10 ha a měla mezi 3000 až 4000 obyvateli. Jejich střed tvořila opevněná akropolis skládající se z několika pravoúhlých domů. Uprostřed se nacházel centrální dvůr a do něj ústila pravoúhlá budova s krytým vchodem se dvěma sloupy na kratší straně, tzv. megaron. Její střechu nesly uvnitř čtyři rohové sloupy. Uprostřed mezi nimi byl umístěn krb, z něhož odcházel kouř otvorem ve střeše. Tento prvek se uplatnil i v pozdější době v mykénských palácích a vychází z něj i tradiční půdorys řeckého chrámu.
Domy v osadách kultury Sesklo disponovaly několika místnostmi a byly od sebe odděleny úzkými uličkami. Stály na asi metr vysoké podezdívce z neopracovaných kamenů a jejich zdi byly tvořeny z hliněných cihel. Celé stavby pak kryla sedlová střecha. Je pravděpodobné, že stěny byly malované a byla zde také okna. Tento fakt dokládají nálezy modelů domů.